# Gustav Wilhelm Kisker
Gustav Wilhelm Kisker (*  2. Dezember 1803 in Halle; † 5. Juni 1854) war ein preußischer Jurist und Politiker.

## Leben und Wirken
Kisker war Sohn von Anton Daniel Kisker und dessen Frau Florentine Louise (geb. Wallbaums). Nach der Schule studierte er Rechtswissenschaften. Anschließend arbeitete er 1831 als Assessor in Breslau. Ein Jahr später dann beim Revisionskollegium. Ab 1833 war er Direktor des Stadtgerichts in Bochum und später in Iserlohn. Von 1835 bis 1847 arbeitete er mit dem Titel eines Geheimen Justizrates später eines Geheimen Oberjustizrates im preußischen Justizministerium. Außerdem war er 1846/47 Mitglied der Immendiat-Justiz-Examinations-Kommission. Im März 1848 wurde Kisker zum Präsidenten des Oberlandesgericht Naumburg ernannt. Vom 25. September bis 11. November war er in der Regierung Pfuel preußischer Justizminister. Danach war Kisker Präsident des Appellationsgerichts in Naumburg. Von 1849 bis 1852 war er Mitglied der Ersten Kammer des Preußischen Landtages und von 1852 bis zu seinem Tod Mitglied im Abgeordnetenhaus. 
Kisker fand seine letzte Ruhe in Misdroy. Das Grabmal mit der Figur einer Justitia schuf sein Pflegesohn Friedrich Wilhelm Dankberg.